# Pezaptera sordida
Pezaptera sordida là một loài bướm đêm thuộc phân họ Arctiinae, họ Erebidae.